# Stade nautique olympique de Rome
Le stade nautique olympique, conçu par les architectes Enrico Del Debbio et Annibale Vitellozzi et construit pour les Jeux olympiques d'été de 1960, est l'un des équipements majeurs du Foro Italico, le vaste complexe sportif dans le quartier Della Vittoria au Nord de Rome, la capitale italienne.

## Histoire
Il est inauguré en 1959 lors du Trofeo Settecolli, un tournoi international de natation, water polo et plongeon et sa piscine olympique est l'hôte, l'année suivante, des épreuves de ces trois disciplines lors des Jeux olympiques.
En prévision de ces épreuves olympiques, le stade nautique est doté d'équipements innovants pour ce début des années 1960, comme un grand panneau lumineux électrique pour l'affichage des résultats, d'un système de chronométrage électrique à la fraction de seconde et d'un système électrique destiné aux votes des juges.
Restauré une première fois pour les championnats d'Europe de 1983, il fait l'objet d'une restructuration et d'un agrandissement pour les mondiaux de natation de 1994.

## Galerie

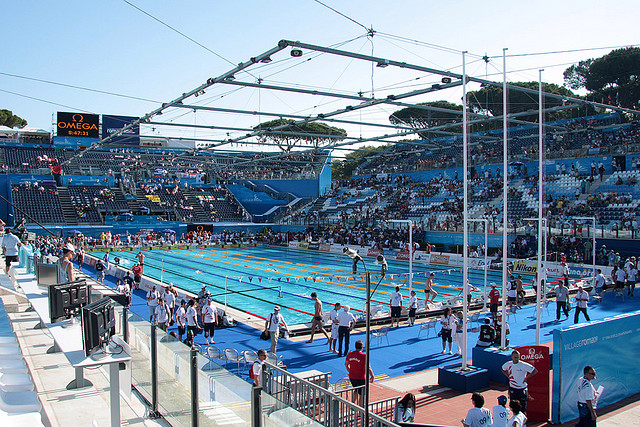
La piscine en 2009

## Installations du stade nautique olympique
Outre la piscine olympique en plein air, le stade nautique comprend cinq autres équipements :
- une piscine couverte de 50 mètres, avec tremplin pour le plongeon
- un bassin de plongeon en plein air
- une piscine en plein air de 33 mètres
- une piscine en plein air de 25 mètres
- une piscine couverte de 25 mètres ; construite dans un passage reliant deux bâtiments, sa position singulière au-dessus du sol donne l'impression qu'elle est en suspension et lui vaut son surnom de piscina pensile (piscine suspendue)

Des restaurants, des aires de promenade complètent le site.

## Évènements sportifs
- en 1983 : Championnats d'Europe, du 22 au 27 août 1983
- en 1994 : Championnats du monde, du 1er au 11 septembre 1994
- en 2009 : Championnats du monde, du 18 au 2 août 2009
- en 2022 : Championnats d'Europe, du 11 au 21 août 2022